# Johan Wilhelm Zetterstedt
Johan Wilhelm Zetterstedt ( 1785 - 1874) fue un naturalista sueco, que trabajó principalmente en los órdenes Diptera e Hymenoptera.
Zetterstedt estudió en la Universidad de Lund, donde fue pupilo de Anders J. Retzius. Recibió el título de profesor en 1822 y sucedió a Carl Adolph Agardh como profesor de botánica y economía práctica en 1836, retirándose como emérito en 1853. En 1831, fue elegido miembro de la Real Academia de las Ciencias de Suecia.
Es reconocido como entomólogo. Sus colecciones de Diptera escandinavias, laponas y del resto del mundo de Diptera y de Orthoptera se encuentran en el Museo Zoológico de la Universidad de Lund. Entre sus estudiantes se incluía a Anders Gustaf Dahlbom.

## Algunas publicaciones
- 1810-1812. Dissertatio de Fæcundatione Plantarum
- 1821. Orthoptera Sueciae disposita et descripta. Lundae (Lund), 132 pp.
- 1835. Monographia Scatophagarum Scandinaviæ
- 1837. Conspectus familiarum, generum et specierum Dipterorum, in Fauna insectorum Lapponica descriptorum. Isis (Oken's)
- 1838-1840 Insecta Lapponica. L. Voss, Lipsiae (Leipzig), 1139 pp.[1]
- 1842-1854. Diptera Scandinaviae disposita et descripta. Lundbergiana, Lundae (Lund), 6 vols.
- 1855. Diptera Scandinaviae disposita et descripta. Tomus duodecimus seu supplementum tertium, continens addenda, corrigenda & emendanda tomis undecim prioribus. Officina Lundbergiana, Lundae (Lund)

- La abreviatura «J.W.Zetterst.» se emplea para indicar a Johan Wilhelm Zetterstedt como autoridad en la descripción y clasificación científica de los vegetales.[2]